# Гомбами, Онор
Онор Гомбами (англ. Honour Gombami; род. 9 января 1983, Гванда) — зимбабвийский футболист, выступавший на позиции нападающего. Также ранее представлял сборную Зимбабве по футболу.

## Клубная карьера
Онор Гомбами родился 9 января 1983 года в Гванде (Зимбабве).
Воспитанник «Боссо Джуниорс». Первым профессиональным клубом стал клуб «Хайлэндерс» из Булавайо. Поиграв там 5 лет, принял решение переехать в Бельгию ради выступления за «Серкль Брюгге», контракт с которым был подписан 1 января 2007 года на правах свободного агента.
Первый матч за клуб провёл 10 июня против «Сент-Трюйдена». В том же матче забил свой первый гол — на 15 минуте, спустя две минуты после гола соперника. После гола Гомбами счёт был сравнен, и итоговым результатом встречи стала победа со счётом 5:1. Всего за «Серкль» провёл 93 матча, в которых отметился 16-ю голами.
1 июля 2012 года после окончания контракта с «Брюгге» перешёл в «Антверпен». Первый матч за клуб провёл 29 августа против клуба «Дессел Спорт». Встреча закончилась разгромным поражением со счётом 5:0. Первый и единственный гол за клуб забил на 22-й минуте матча против «Аудеранде». Несмотря на первый гол от Гомбами, команда соперника отыгралась через пару минут и довела результат встречи до победного благодаря голу Верваке на 78-й минуте матча. Итоговый результат встречи — поражение со счётом 1:2. Всего за «Антверпен» провёл 14 матчей, в которых отметился лишь одним голом.
25 сентября 2013 года перешёл в «Изегем». Первый матч за клуб провёл 29 сентября против «Ауденарде». Встреча закончилась минимальным поражением со счётом 1:0. Первый гол за клуб забил в ворота «Дейнзе». Гол был забит на 41-й минуте, но спустя две минуты команда соперника забила ответный гол и встреча закончилась ничьей. Всего за клуб провёл 80 матчей, в которых отметился 4 голами. После окончания контракта с «Изегемом» решил завершить карьеру профессионального футболиста.

## Карьера в сборной
1 мая 2004 года был вызван в состав сборной Зимбабве для товарищеского матча против сборной Замбии. Встреча закончилась ничьей со счетом 1:1. Всего за сборную провёл 17 матчей.